# Ausbau (Bestensee)
Ausbau ist ein Wohnplatz der Gemeinde Bestensee im Landkreis Dahme-Spreewald im Land Brandenburg.

## Geografische Lage
Der Wohnplatz liegt rund 2,5 km südwestlich des Gemeindezentrums und damit südwestlich des Gemeindeteils Klein Besten und dem Kiessee unmittelbar an der Landstraße 743, die von Bestensee nach Motzen führt. Östlich liegt, durch eine Bahnlinie voneinander getrennt, der weitere Gemeindeteil Vordersiedlung. Die nord- und westlich der Landstraße liegenden Flächen werden durch den Buschwiesengraben entwässert. Das Gelände westlich der Straße steigt nach Osten hin auf bis zu 54,7 m an. Auf den Karten des Deutschen Reiches sind lediglich einige Wohngebäude verzeichnet, die zu Klein Besten zugehörig gezählt wurden. Im 21. Jahrhundert besteht die Bebauung aus einer Kleingartenanlage im nördlichen Bereich und einer Wohnbebauung im südlichen Bereich des Wohnplatzes.